# Château de Rouperroux
Ne doit pas être confondu avec Rouperroux ou Rouperroux-le-Coquet.
Le Château de Rouperroux ou de Roupéroux était un château français, aujourd'hui lieu disparu, situé à Assé-le-Bérenger, dans le département de la Mayenne et la région des Pays de la Loire. Le lieu est situé à 1 800 mètres du bourg au Nord-Est sur un sous-affluent de l'Erve, d'une longueur de 970 mètres.

## Désignation
- Rivus Petrosus, IXe siècle (Gesta Aldrici, p. 75).
- In Ruo Petroso, IXe siècle (Gesta Aldrici, p. 105).
- S. de Ruperrous, 1197 (Archives départementales de la Sarthe, Étival).
- Terræ et prata apud Ruperros juxta Villanam, v. 1200 (Titres de l'Abbaye de Champagne).
- S. de Rupperos, 1213 (Lib. alb., t. II, p. 27).
- N. de Rosperres, 1258 (Lib. alb., p. 74).
- N. de Rosperos, 1265 (Lib. alb., p. 98).
- R. de Ruperrous, 1285 (Lib. alb., p. 182).
- Rouperous - Rouperrous, 1312 (Bibliothèque nationale de France, fr. 8.736).
- Rouperroux, château, moulin (Hubert Jaillot).
- Roupérou, château, moulin (Carte de Cassini).

## Historique
L'Abbé Angot indique qu'il est difficile de décider si le lieu de Rouperroux , où Aldric du Mans avait créé un domaine et dont il dispose en faveur de ses prêtres et des pauvres, désigne Rouperroux près de Mamers ou la localité d'Assé-le-Bérenger. Il indique que l'antique possession de cette dernière paroisse par le chapitre est peut-être un argument en cette option. Il se peut aussi pour lui que Rouperroux près Villaines-la-Juhel, Ruperros juxta Villanam, où le père de Raoul de Bazeille, sénéchal de Villaines, donna avant 1200 des terres et des prés à l'Abbaye de Savigny, qui les échangea avec l'Abbaye de Champagne, désigne un lieu disparu en Villaines-la-Juhel .
Le Rouperroux s'agissait d'un fief mouvant de la châtellenie d'Assé-le-Bérenger, longtemps possédé par une famille de chevalerie du nom, où l'on signale en 1599 : « château avec enceinte de murs et fossés, chapelle et colombier dans la cour, motte plantée de bois d'aulne, fossés, viviers, fuye joignant ladite motte, 50 journaux de terre, 36 hommées de pré, deux étangs, moulin. » .

## Sources et bibliographie
- « Château de Rouperroux », dans Alphonse-Victor Angot et Ferdinand Gaugain, Dictionnaire historique, topographique et biographique de la Mayenne, Laval, A. Goupil, 1900-1910 [détail des éditions] (BNF 34106789, présentation en ligne)